# Мухина, Софья Леонидовна
Софья Леонидовна Мухина (21 мая 1924 года, Ленинград — 7 августа 1999 года, Волгоград) — учёный-филолог, краевед и литературовед, кандидат филологических наук, доцент Волгоградского государственного педагогического института.

## Биография
- 1944—1949 — студентка филфака Томского госуниверситета им. В. В. Куйбышева.
- 1951 — аспирантка Ленинградского госуниверситета им. А. А. Жданова.
  - Защитила диссертацию по теме «Деятельность члена Сююза Благоденствия С. Д. Нечаева и проблемы декабризма»: кандидат филологических наук,
- 1955-август 1972 — старший преподаватель, затем завкафедрой русской и зарубежной литературы в Ошском пединституте.
  - 1956 — доцент.
- 1969—1971 — подготовила докторскую диссертацию по теме «Общественное литературное движение в Москве накануне 14 декабря 1825 года и неизвестные декабристы».
- сентябрь 1972 — доцент Волгоградского государственного педагогического института.

## Публикации
Статьи:
- 1975 — «Безвестные декабристы» в сборнике «Исторические записки института истории СССР» (М.)
- 1995 — «Три поколения ценителей русского искусства» в журнале «Записки краеведческого общества» (Липецк)
- и другие

историко¬краеведческие очерки:
- 1986 г. — «Меж Волгой и Доном» (впоследствии они были переименованы в «Беседуя о славной старине»).

Государственный архив Волгоградской области:
- роман «Творчество декабристов»,
- очерк «Меж Волгой и Доном»,
- диссертация «Общественно-литературное движение в Москве накануне 14 декабря 1825 г. и неизвестные декабристы»,
- рассказ «Аня Черных и декабрист Рылеев»,
- статьи «Имя Царицына и фольклор»,
- «Когда появилась письменность на Нижней Волге»,
- тексты лекций и материалы к ним о литературе:
  - 60-х годов XIX в.,
  - конца XVIII — начала XIX в.,
  - материалы по краеведению,
  - переписка (около 30 писем, 1974—1981) с доктором исторических наук, академиком М. В. Нечкиной,
  - дневник филолога
  - и другое.